# Judith Akoschky
Judith Akoschky (Basavilbaso, Entre Ríos, 8 de octubre de 1937) es profesora de música, pianista y especialista en didáctica musical argentina. 
Conocida por la serie discográfica para niños Ruidos y Ruiditos, cuyos temas infantiles se escuchan en guarderías y jardines de infantes de la Argentina y países limítrofes.
Por sus contribuciones a la cultura, Akoschky fue declarada Ciudadana Ilustre de la Ciudad de Buenos Aires.

## Biografía
Estudió didáctica de la música, logrando ser Profesora Superior de esa especialidad. Es responsable de los capítulos de Música del Diseño Curricular para la Educación Inicial, que se distribuyen en cuatro tomos de la Dirección de Currícula de la Secretaría de Educación de la Ciudad Autónoma de Buenos Aires, autora de Cotidiáfonos (Ed. Ricordi), cuya muestra con el mismo nombre fue presentada en la Casa Nacional del Bicentenario en 2013, y coautora de Artes y Escuela y de Recorridos Didácticos (Ed. Paidós), entre otras publicaciones.
También estudió profesorado en piano en el Conservatorio Municipal Manuel de Falla. Se perfeccionó con E. Leuchter, F. Aberastury, G. Graetzer, V. Hemsy de Gainza, Francisco Kröpfl y otros. Obtuvo la Beca del Centro de investigación en comunicación masiva, arte y tecnología de Buenos Aires, para estudiar música contemporánea en 1973.

### Actuación
Participó en encuentros nacionales e internacionales en Uruguay, Brasil, Chile, España, Italia, Israel, Finlandia, URSS y Hungría, para citar algunos. Fue asesora del Camping Musical Bariloche desde 1975 y fundadora del Centro de Estudios musicales conjuntamente con el compositor J. Rapp en 1978.

### Docencia
Se desempeñó en escuelas de todos los niveles y en la universidad. Intervino en el equipo de diseño curricular y capacitación docente de la Municipalidad de Buenos Aires, para el que redactó cursos semipresenciales, documentos de base y programas de transformación destinados a docentes.

## Obras

### Discografía
- Ruidos y ruiditos, vol. 1 - Música para los más chiquitos (1976)
- Ruidos y ruiditos, vol. 2 - Música para los más chiquitos (1981)
- Ruidos y ruiditos, vol. 3 - Concierto en la laguna (1983)
- Ruidos y ruiditos, vol. 4 - Cantos de cuna y romance (1988)
- Cuadros sonoros (2012)

### Publicaciones
- 2000, Capítulo de Música en el Diseño Curricular para la Educación Inicial, Niños de 4 y 5 años. Dirección de Currícula de la Secretaría de Educación del Gobierno de la Ciudad Autónoma de Buenos Aires.
- 1998, Artes y Escuela, Ed. Paidós, Buenos Aires.
- 1998, Artes y Escuela, Buenos Aires, Paidós.
- 1995, Anexo del Diseño Curricular para la Educación Inicial, Dirección de Currículum de la Secretaría de Educación de la Ciudad de Buenos Aires.
- 1988, Cotidiáfonos, Instrumentos sonoros realizados con objetos cotidianos y casete que lo acompaña, Editorial Ricordi, Buenos Aires.
- La música en la escuela infantil, Barcelona, Graó.
- La música en la escuela: la audición, Barcelona, Graó.
- Iniciación a la flauta dulce I, II y III, con M. A. Videla, Ricordi, 1965, 67, 69, traducido y adaptado en Brasil e Italia
- Artículos para la revista Ser y expresar, la revista Aula, de la revista digital e-Eccleston - Estudios sobre nivel inicial y de la revista Eufonía de Barcelona.[6][7]